# Parthenicus furcatus
Parthenicus furcatus är en insektsart som beskrevs av Knight 1968. Parthenicus furcatus ingår i släktet Parthenicus och familjen ängsskinnbaggar. Inga underarter finns listade i Catalogue of Life.